# Moukhtar Äouezov atyndaghy teatry (métro d'Almaty)
Teatr imeni Moukhtara Aouezova
Pour la salle de spectacle, voir Théâtre Aouézov.
Moukhtar Äouezov atyndaghy teatry (kazakh : Мұхтар Әуезов атындағы театры (Mūhtar Äuezov atyndağy teatry)) ou Teatr imeni Moukhtara Aouezova (russe : Театр имени Мухтара Ауэзова), littéralement « Théâtre Moukhtar-Aouézov », est une station de la ligne 1 du métro d'Almaty. Elle est située avenue Abay à Almaty au Kazakhstan.
Elle est mise en service en 2011, avec le premier tronçon du métro.

## Situation sur le réseau
Établie en souterrain, Moukhtar Äouezov atyndaghy teatry est une station de la Ligne 1 du métro d'Almaty, située entre la station Baïqonyr, en direction de la station terminus nord (provisoire) Raïymbek batyr, et la station Alataou, en direction de la station terminus sud (provisoire) Mäskeou.

## Histoire
La station Théâtre Aouézov est mise en service le 1er décembre 2011, lors de l'ouverture à l'exploitation du premier tronçon, long de 7,6 km, de la ligne 1 du métro d'Almaty, entre Raïymbek batyr et Alataou. Le nom de la station est un hommage à Moukhtar Aouézov qui est considéré comme l'un des plus grands écrivains kazakhs.

## À proximité
- Théâtre Aouézov